# 渡邊加奈子
渡邊 加奈子（わたなべ かなこ、1979年  - ）は、日本の版画家。
鹿沼市立川上澄生美術館木版画大賞、飛騨高山現代木版画ビエンナーレ、利根山光人記念美術館開館20周年記念大賞展記念大賞展 で大賞を受賞した他、中華民国第17回国際版画ビエンナーレ2016 Special Jury Prizeなどを受賞。専門は水性木版画。

## 来歴
東京都出身。1998年に東京都立芸術高等学校を卒業後、2004年に多摩美術大学博士前期課程美術研究科版画領域を修了。2007年、多摩美術大学日本画研究室副手（-2011年）。2019年-2022年は香港を拠点に活動。2023年9月、共立女子大学建築・デザイン学部非常勤講師に就任。

## 特徴
彫刻刀を使わず、水を含む布で版面を湿らせた上に墨をのせて摺りとる浮世絵の伝統技法「拭きぼかし」を用いる。雁皮紙などの和紙の裏側と表側から2～30回版木を重ねることで得られる、やわらかなグラデーションとナイフによる木版凹版の鋭い線、そして版木のテクスチャにより作品を表現している。その作品は「失われた存在の影を写す」と評価される。モノクロを基本とするが、2015年の絵本「春の旅 A Journey in Spring」をきっかけに色摺りへの展開を見せている。平面作品のほか、箱やワインラベルなどの作品がある。笙野頼子『猫沼』では装幀画を手掛けた。

## 受賞歴
出典
- 2003年 第28回全国大学版画展 買い上げ賞
- 2003年 日本版画協会展 B部門奨励賞
- 2009年 第6回飛騨高山現代木版画ビエンナーレ 優秀賞
- 2010年 日本版画協会展 A部門奨励賞
- 2011年 第17回鹿沼市立川上澄生美術館木版画大賞 大賞[2]
- 2011年 日本版画協会展 準会員佳作賞
- 2012年 日本版画協会展 準会員優秀賞
- 2013年 第8回飛騨高山現代版画ビエンナーレ 大賞
- 2014年 第2回国際木版画会議2014 優秀賞[13]
- 2015年 東京国際ミニプリントトリエンナーレ2015 審査員賞[14]
- 2015年 版画フォーラム2015和紙の里ちちぶ展 教育長賞
- 2015年 第9回飛騨高山現代版画ビエンナーレ 協賛賞
- 2016年 International Biennial Print Exhibit:2016 ROC 中華民国第17回国際版画ビエンナーレ Special Jury Prize[4]
- 2017年 利根山光人記念美術館開館20周年記念大賞展 大賞[3]
- 2017年 第61回CWAJ現代版画展 審査員特別賞[15]
- 2017年 アワガミ国際ミニプリント展2017 審査員賞[16]
- 2017年 第3回国際木版画会議2017 AIR Program Award[17]
- 2018年 東京国際ミニプリントトリエンナーレ2018 多摩美術大学美術館賞[18]
- 2018年 第17回南島原市セミナリヨ現代版画展 南島原市商工会賞[19]
- 2021年 アワガミ国際ミニプリント展2021 準大賞、Pressing Matters賞（同時受賞）[20]
- 2023年 第21回南島原市セミナリヨ現代版画展 JA島原雲仙組合長賞[21]

## 主な展示歴
出典

### 個展・二人展
- 2007年 個展「ANOTHERFUNCTION」 ガレリア・グラフィカ bis（銀座、東京都）
- 2007年 個展「渡邊加奈子展」 ANOTHER FUNCTION（六本木、東京都）
- 2008年 個展「渡邊加奈子展」 アートデータバンク/新井画廊（銀座、東京都）
- 2009年 個展「渡邊加奈子展」 アートゾーン神楽岡（京都市、京都府 2012年、2014年、2018年、2023年にも開催)
- 2009年 個展「渡邊加奈子展」 MUSEE F（表参道、東京都）
- 2009年 個展「The other side」 東塔堂（渋谷、東京都）
- 2010年 個展「Remains」 art data bank（銀座、東京都）
- 2010年 個展「Floating bridge」 TOTEM POLE PHOTO GALLERY（四谷、東京都）
- 2011年 個展「Little island」 art data bank（銀座、東京都）
- 2012年 個展「渡邊加奈子展」 鹿沼市立川上澄生美術館１階ホール（鹿沼市、栃木県）
- 2013年 個展「渡邊加奈子展」 アートギャラリーミューズ（前橋市、群馬県 2015年、2021年にも開催)
- 2013年 個展「渡邊加奈子展」 アートガーデン（岡山市、岡山県)
- 2015年 個展「春の旅/A Journey in Spring」 東塔堂（渋谷、東京都）
- 2015年 個展「渡邊加奈子展」 羊画廊（新潟市、新潟県）
- 2016年 個展「夜明け/Morning light」 Galerie412（表参道ヒルズ、東京都）
- 2016年 二人展「G線上のアリス」渡邊加奈子・コイケジュンコ 、parabolica-bis（浅草橋、東京都）
- 2017年 個展「FRAGMENTS」 B-gallery（池袋、東京都）
- 2017年 個展「Drop of light」 watermark arts and crafts（国立市、東京都）
- 2018年 個展「はつなつ」 Galerie412（表参道ヒルズ、東京都）
- 2018年 個展「たいせつなものは目にみえない」 村越画廊（銀座、東京都）
- 2019年 個展「渡邊加奈子展」 養清堂画廊（銀座、東京都）
- 2019年 個展「渡邊加奈子展」 諄子美術館（北上市、岩手県）[7]
- 2021年 二人展「黒白（こくびゅく）」吉田潤・渡邊加奈子、アートフェア東京2021 東京国際フォーラム（有楽町、東京都）
- 2021年 二人展「この道はいつか来た道」展 山中現と渡邊加奈子のメルヘン版画 高畠華宵大正ロマン館（東温市、愛媛県）
- 2022年 個展「微かな記憶」 Y-art gallery（大阪市、大阪府）
- 2023年 個展「にじとり」 watermark arts and crafts（国立市、東京都）
- 2023年 個展「FRAGMENTS 2」 B-gallery（池袋、東京都）
- 2025年 二人展 「VOYAGE EN ESTAMPES ET CÉRAMIQUES #3 -Kanako Watanabe & Yun Jung Song-」 encre&argile（フランス）[22][23]

### グループ展
- 2003年 「Exchange Exhibition」シラパコーン大学（タイ）、多摩美術大学
- 2004年 ウィンブルドン・カレッジ・オブ・アート・スレード美術学校・ロンドン大学シティ校との大学版画学会交流展
- 2005年 「The 12th International Triennial of SMALL GRAPHIC FORMS」 The Municipal Art Gallery（ポーランド）
- 2006年 「The 4th Biennial International Miniature Print Exhibition」 Federation Gallery（カナダ）
- 2007年 「Sixth Biennial of Engraving 2007」リエージュ近代美術館（ベルギー）
- 2007年 「International Print Triennial Oldenburg」ホルスト・ヤンセン美術館（ドイツ）
- 2007年 「International Engraving Biennial CAIXANOVA 2006」The Center Social Caixanova（スペイン）
- 2007年 「PREMIO ACQUI 8th International Biennial of Engraving」（イタリア）
- 2007年 「LESSEDRA World Art Print Annual」（ブルガリア）
- 2008年 「XYLON14 国際木版画トリエンナーレ」（フランス）
- 2008年 「ART SYDONEY 08」（オーストラリア）
- 2008年 「HANGA from JAPAN cross bay gallery」（オーストラリア）
- 2013年 「ベストセレクション 美術 2013」[東京都美術館]（上野、東京都）
- 2013年 「Contemporary Japanese Woodcuts」（ポーランド）
- 2013年 「25×25 Contemporary Japanese &Australian Printmaking」（オーストラリア）
- 2013年 「image mundi Contemporary Japanese Artists/Luciano Benetton Collection」（イタリア）
- 2014年 「Artist Book 旅をよむ」 アキバタマビ・3331 Arts Chiyoda（神田、東京都）
- 2014年 「2014 蔚山国際木版画フェステバル」（韓国）
- 2014年 「木版ぞめき/日本でなにが起こったか」東京藝術大学大学美術館（上野、東京都）
- 2015年 「阿波紙と版表現展―素材への回帰―」阿波和紙伝統産業会館（吉野川市、徳島県）
- 2018年 「『葡萄の夜』 Featuring 6 printers + Kisvin」村越画廊（銀座、東京都）[11]
- 2020年 「シャマリエール国際版画トリエンナーレ」（フランス）
- 2021年 「多摩美の版画 50年展」多摩美術大学美術館（多摩市、東京都）
- 2023年 「怪談 ラフカディオ・ハーンとの邂逅 アイルランド・日本 交流美術展」 小泉八雲記念館（松江市、東京都）[24]、焼津小泉八雲記念館、駐日アイルランド大使館、大阪・関西万博、Ballinglen Museum、The Hunt Museum（アイルランド）等を巡回
- 2024年 三人展 「木版画の愉しみ 山中現・西松幹浩・渡邊加奈子」 Galerie412（表参道ヒルズ、東京都）[25]

## 著書
- 渡邊加奈子『絵本 春の旅/A Journey in Spring』東塔堂、2015年。

## 主な収蔵
- 国立台湾美術館（台湾）[4]
- Benetton foundation（イタリア）
- Art Museum Cluj-Napoca（ルーマニア）
- 町田市立国際版画美術館
- 高山市
- 多摩美術大学美術館
- 鹿沼市立川上澄生美術館
- 阿波手漉和紙商工業協同組合
- KIWA (Kyoto International Woodprint Association) collection
- The Center Social Caixanova collection（スペイン） ほか